# Neoitamus navasardiani
Neoitamus navasardiani là một loài ruồi trong họ Asilidae. Neoitamus navasardiani được Richter miêu tả năm 1963. Loài này phân bố ở vùng Cổ Bắc giới.